# Theudalis
Theudalis (łac. Diocesis Theudalensis) – stolica historycznej diecezji we Cesarstwie rzymskim w prowincji Afryka Prokonsularna, sufragania metropolii Kartagina. Współcześnie w Tunezji. Obecnie katolickie biskupstwo tytularne.

## Biskupi tytularni
| Lp. | Biskup                     | Funkcja                                                      | Od               | Do                |
| --- | -------------------------- | ------------------------------------------------------------ | ---------------- | ----------------- |
| 1   | René Fontenelle            | –                                                            | 25 marca 1955    | 27 marca 1957     |
| 2   | Alfred Atton               | biskup pomocniczy Orleanu biskup koadiutor Langres (Francja) | 8 sierpnia 1957  | 15 stycznia 1964  |
| 3   | William Gordon Wheeler     | biskup koadiutor Middlesbrough (Wielka Brytania)             | 29 stycznia 1964 | 25 kwietnia 1966  |
| 4   | Gabriel Larraín Valdivieso | biskup pomocniczy Santiago (Chile)                           | 12 września 1966 | 1969              |
| 5   | Guillermo Leaden           | biskup pomocniczy Buenos Aires (Argentyna)                   | 28 maja 1975     | 14 lipca 2014     |
| 6   | José María Baliña          | biskup pomocniczy Buenos Aires (Argentyna)                   | 16 stycznia 2015 | 21 listopada 2023 |